# چهل و چهارمین نشست گروه هفت
چهل و چهارمین نشست گروه هفت (انگلیسی: 44th G7 summit) در تاریخ ۸ و ۹ ژوئن ۲۰۱۸ در لا مالبه، کبک، کانادا برگزار شد. این نشست با توجه به سیاست‌های تعرفه‌ای تنبیهی اعمال شده از سوی دونالد ترامپ، رئیس‌جمهور آمریکا، علیه دیگر کشورهای عضو این گروه، یکی از پرتنش‌ترین جلسات سران این گروه بود.

## شرکت‌کنندگان
| اعضای اصلی گروه هفت |                     |                |              |
| عضو                 | عضو                 | نماینده        | منصب         |
| کانادا              | کانادا              | جاستین ترودو   | نخست‌وزیر     |
| فرانسه              | فرانسه              | امانوئل مکرون  | رئیس‌جمهور    |
| آلمان               | آلمان               | آنگلا مرکل     | صدراعظم      |
| ایتالیا             | ایتالیا             | جوزپه کونته    | نخست‌وزیر     |
| ژاپن                | ژاپن                | شینزو آبه      | نخست‌وزیر     |
| بریتانیا            | بریتانیا            | ترزا می        | نخست‌وزیر     |
| ایالات متحده آمریکا | ایالات متحده آمریکا | دونالد ترامپ   | رئیس‌جمهور    |
| اتحادیه اروپا       | اتحادیه اروپا       | ژان کلود یونکر | رئیس کمیسیون |
| اتحادیه اروپا       | اتحادیه اروپا       | دونالد توسک    | رئیس شورا    |

## گالری از رهبران شرکت‌کننده

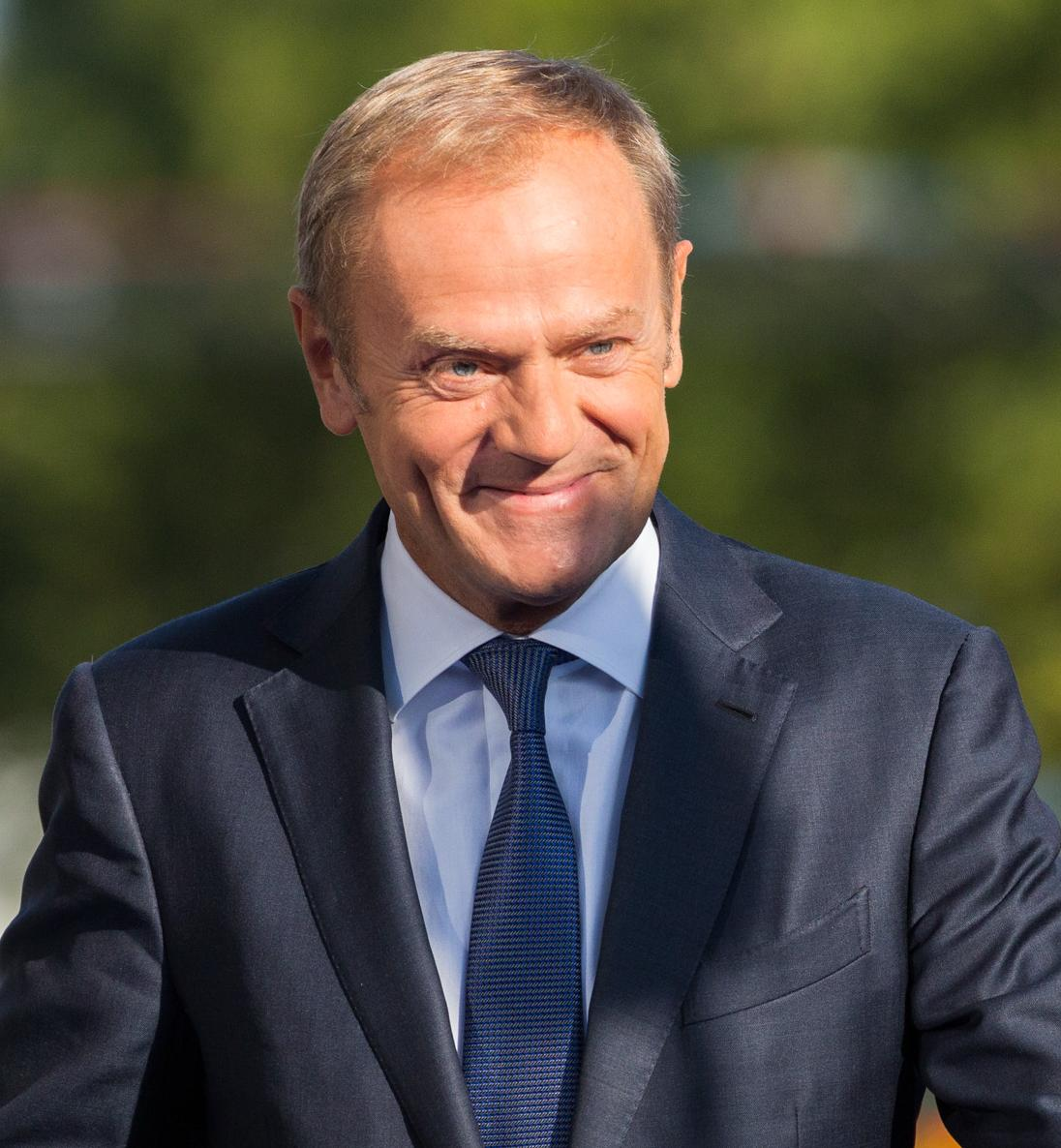
اتحادیه اروپا دونالد توسک، رئیس شورا
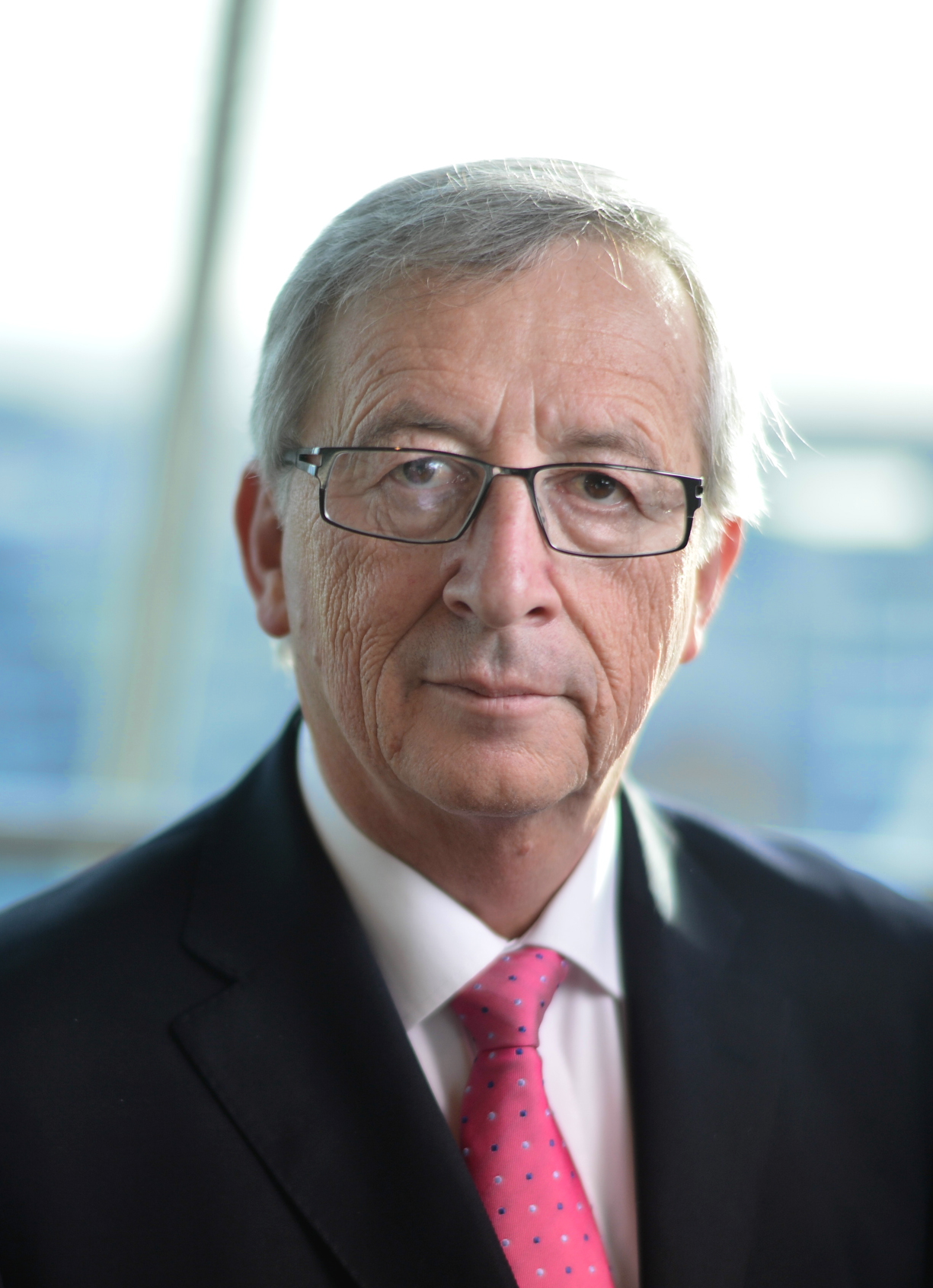
اتحادیه اروپا ژان کلود یونکر، رئیس کمیسیون

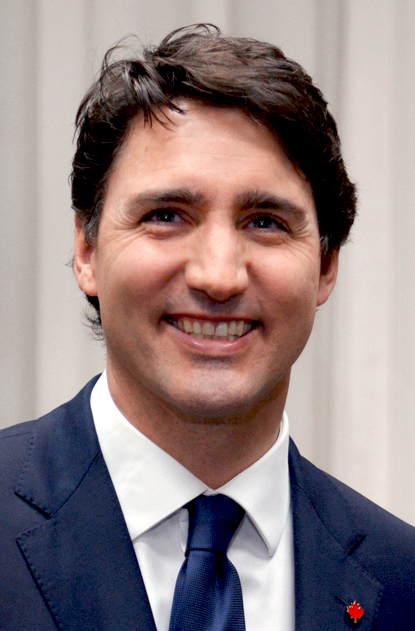
کانادا جاستین ترودو، نخست‌وزیر (میزبان)
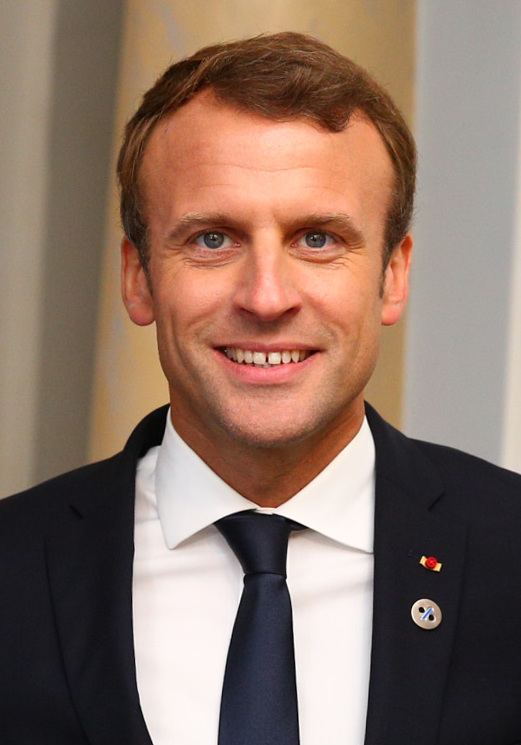
فرانسه امانوئل مکرون،  رئیس‌جمهور
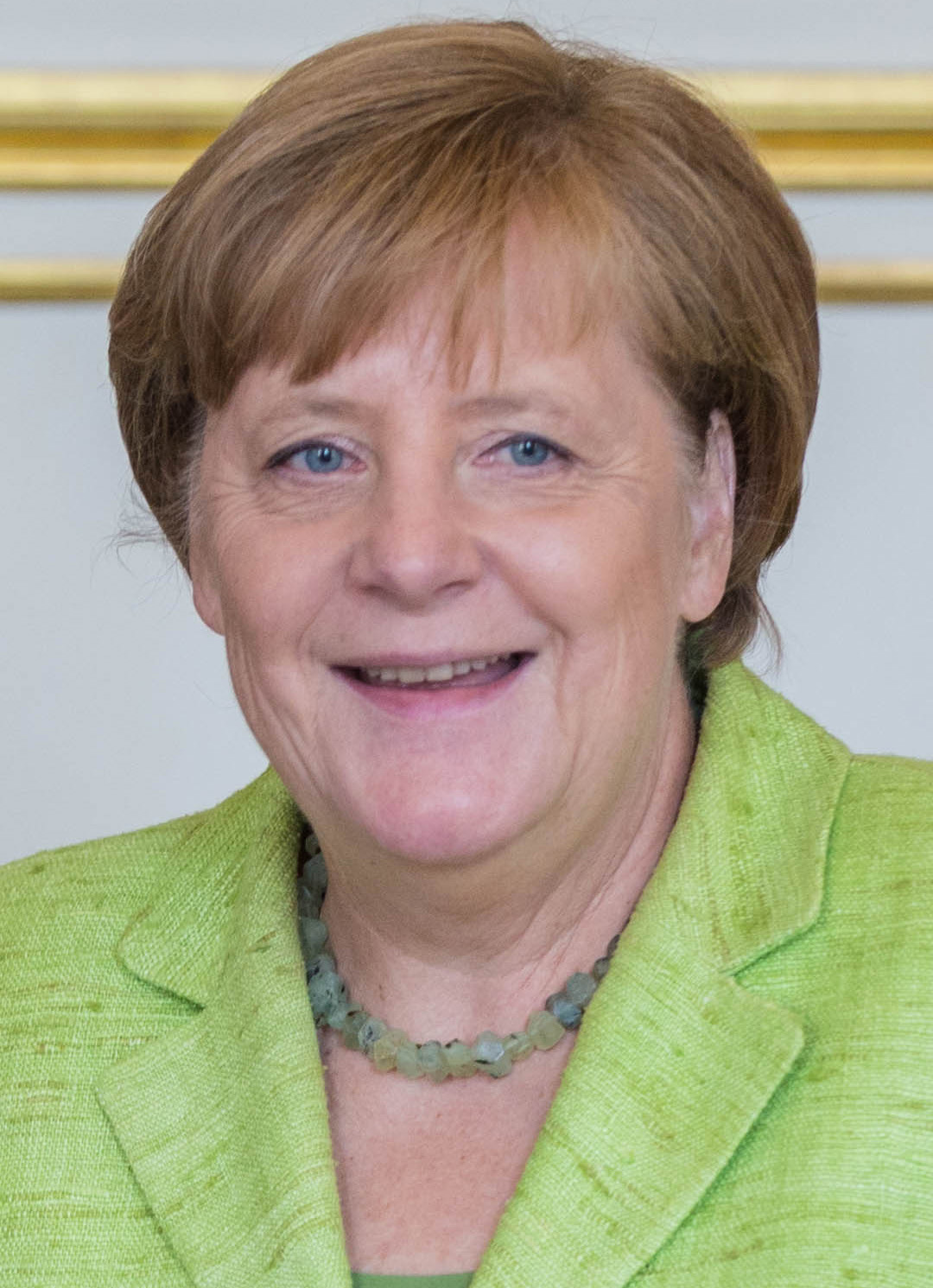
آلمان آنگلا مرکل،  صدراعظم
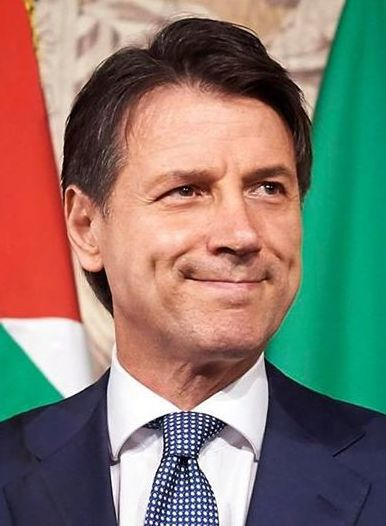
ایتالیا جوزپه کونته،  نخست‌وزیر
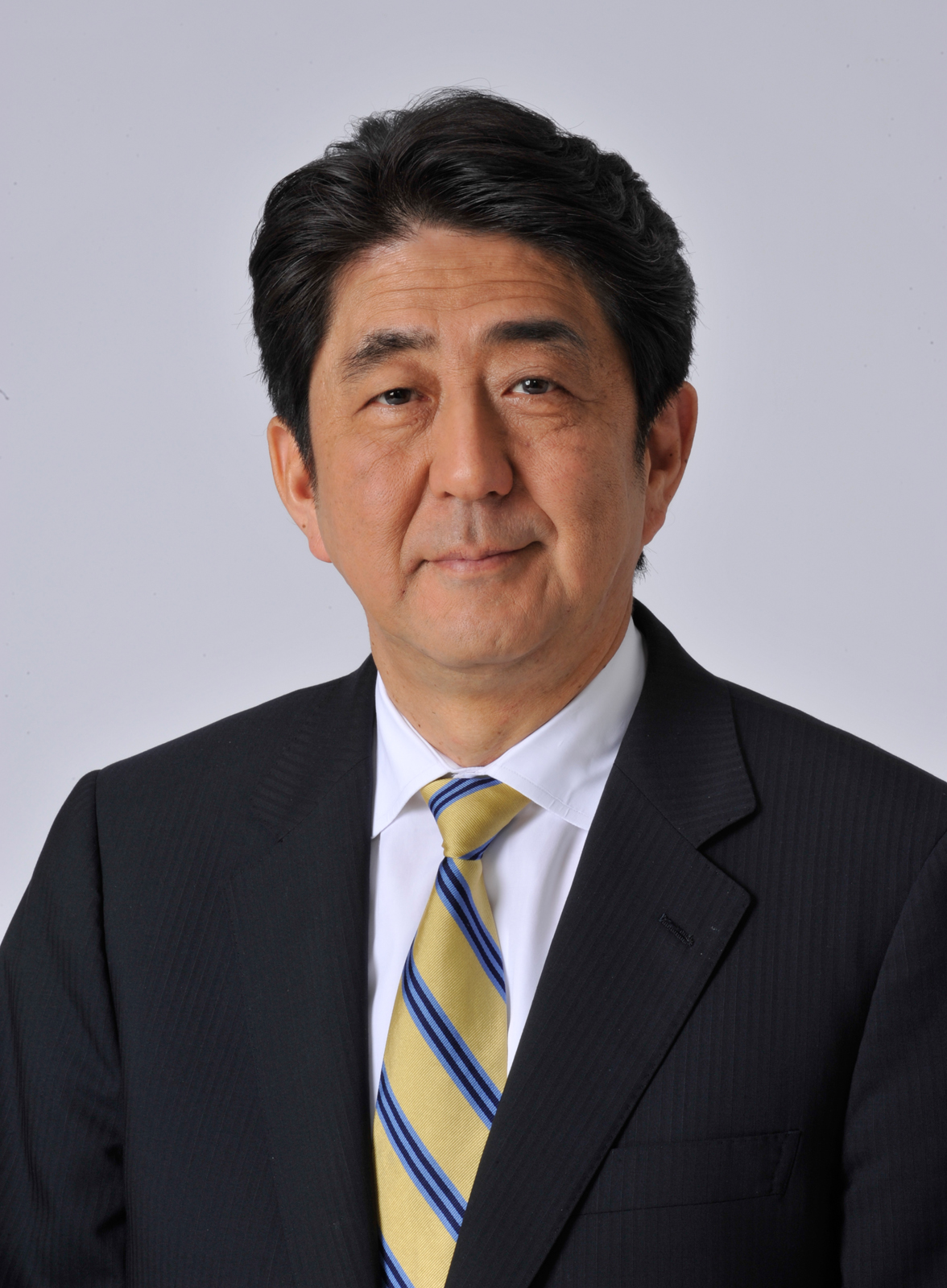
ژاپن شینزو آبه، نخست‌وزیر
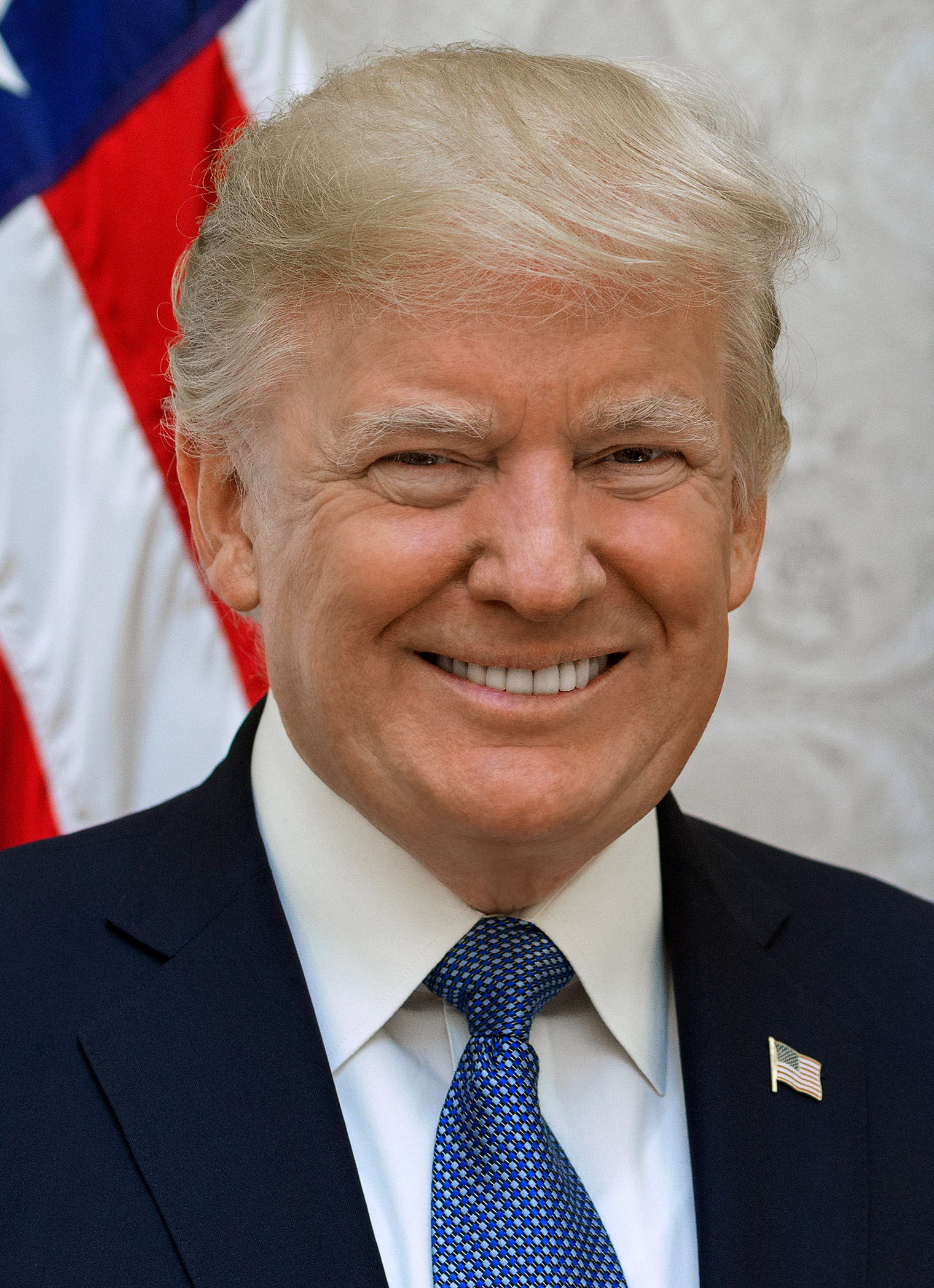
ایالات متحده آمریکا
دونالد ترامپ،
رئیس‌جمهور

- اتحادیه اروپا
دونالد توسک،  رئیس شورا
- اتحادیه اروپا
ژان کلود یونکر،  رئیس کمیسیون